# Exosomorpha
Exosomorpha es un género de insecto coleóptero de la familia Chrysomelidae.

## Especies
Las especies de este género son:
- Exosomorpha diversicornis Bechyne, 1952
- Exosomorpha opacula (Fairmaire, 1902)